# Junta Regional dos Açores
A Junta Regional dos Açores foi um órgão governativo criado pelo  Decreto-Lei n.º 458-B/75, de 22 de Agosto, em substituição dos Governos Civis dos distritos autónomos de Ponta Delgada, Angra do Heroísmo e Horta e das respetivas Juntas Gerais. A Junta Regional tinha sido inicialmente proposta pelo Grupo dos Onze, presidido pelo Governador Civil do Distrito Autónomo de Ponta Delgada, António Borges Coutinho, em janeiro de 1975. Ironicamente, no entanto, a sua criação tende a ser atribuída aos acontecimentos de 6 de junho de 1975. A Junta Regional governou os Açores entre 22 de agosto de 1975 e 8 de setembro de 1976.

## Composição
A Junta Regional funcionava na dependência direta do primeiro-ministro e era composta por um presidente e seis vogais especialmente qualificados no domínio económico, dos equipamentos coletivos, do trabalho e assuntos sociais, educação e cultura. O Governador Militar dos Açores era por inerência o presidente da Junta Regional, sendo os vogais nomeados pelo Governo da República. Os vogais eram responsáveis pelas seguintes áreas:
- Coordenação económica;
- Administração local, equipamento social e ambiente;
- Assuntos sociais, trabalho e emigração;
- Educação e investigação científica, comunicação social e cultura;
- Agricultura, pescas e indústria;
- Transportes, comércio, comunicações e turismo.

A Junta Governativa dos Açores (vulgo a Junta Regional) foi nomeada a 22 de agosto de 1975, sendo presidida pelo general Altino Amadeu Pinto de Magalhães, que à altura ocupava o cargo de Governador Militar dos Açores.
Os vogais foram selecionados de entre as personalidades políticas então com maior relevo, tendo-se procurado obter uma representação ajustada das diversas forças em presença, tendo em conta os resultados eleitorais nas eleições de abril de 1975 para a Assembleia Constituinte, e algum equilíbrio entre os ex-distritos. Foram os seguintes os vogais da Junta Regional:
- Assuntos Sociais, Trabalho e Emigração – Dr. Henrique Aguiar Rodrigues (Partido Popular Democrático).
- Coordenação Económica e Finanças – Dr. José Adriano Borges de Carvalho, depois substituído pelo Dr. Álvaro Pereira da Silva Leal Monjardino (Partido Popular Democrático).
- Transportes, Comércio, Comunicações e Turismo – José Pacheco de Almeida (Partido Popular Democrático).
- Educação, Investigação Científica, Comunicação Social e Cultura – Eng.º José António Martins Goulart (Partido Socialista).
- Administração Local, Equipamento Social e Ambiente – Eng.º Leonildo Garcia Vargas (Partido Socialista).
- Agricultura, Pescas e Indústria – Dr. António de Albuquerque Jácome Corrêa (Independente).

## Funcionamento e sucessão
A Junta Regional constituiu-se desde logo num verdadeiro Governo Provisório que lançou os alicerces da administração regional autónoma e procurou dar resposta aos muitos problemas urgentes que então se colocavam aos Açores, para além de lançar um processo de unificação administrativa e política do arquipélago que permitisse ultrapassar os efeitos de quase 150 anos de divisão distrital.
Entre as tarefas mais relevantes, a Junta Regional tinha de proceder à elaboração da proposta de estatuto jurídico que enquadrasse a nova autonomia dos Açores. Para tal nomeou uma comissão que preparou a primeira proposta de Estatuto Político-Administrativo. Essa Comissão, que integrava representantes dos diversos partidos, elaborou um anteprojeto de Estatuto que incluía duas inovações ainda hoje polémicas: o aumento do peso político do voto do eleitor das ilhas menos populosas através de uma distribuição de mandatos que as privilegiasse, e a dispersão das sedes dos departamentos do Governo Regional pelas cidades ex-capitais de distrito.
Daquelas inovações resultou que na distribuição dos deputados pelos nove círculos eleitorais (correspondentes a cada uma das ilhas), ficasse estabelecida uma norma mista, ainda em vigor embora atenuada, que contemplava todas as ilhas com um número mínimo de 2 deputados e mais um por cada 7500 eleitores inscritos ou fração superior a 1000. Isto permite que qualquer ilha tenha pelo menos dois deputados eleitos e que a ilha de São Miguel, que concentra cerca de 54% da população, não pudesse nunca ter mais do que 50% do número de deputados eleitos. Dentro de cada círculo, ou seja de cada ilha, a distribuição de mandatos, é feita pelo método de Hondt, privilegiando as minorias.
A Junta Regional foi extinta com a tomada de posse do I Governo Regional dos Açores, ocorrida a 9 de setembro de 1976, transitando para aquele todas as competências, bens e responsabilidades que lhe estavam afetos.